# Paul Meilhat
Paul Meilhat, né le 17 mai 1982 à La Garenne-Colombes (Hauts-de-Seine), est un navigateur français. De 2015 à fin 2018, il est le skipper de l'Imoca SMA, à la barre duquel il remporte la Route du Rhum 2018. En 2022, il met à l'eau un nouvel Imoca, Biotherm.

## Biographie

### Jeunesse et formation
Il naît à La Garenne-Colombes, dans les Hauts-de-Seine, le 17 mai 1982. Il débute en voile olympique, notamment en Laser et 49er. En parallèle, il poursuit ses études. Il obtient un master à l'Insep et un brevet d'État de voile de 2e degré.
Il devient entraîneur pour le haut niveau au pôle France dériveur de Brest. Il est attiré par la course au large, réussissant à concilier cette passion avec son activité professionnelle. Il navigue en équipage en Australie, sur TP 52 et VOR60.

### 2008-2014. Circuit Figaro

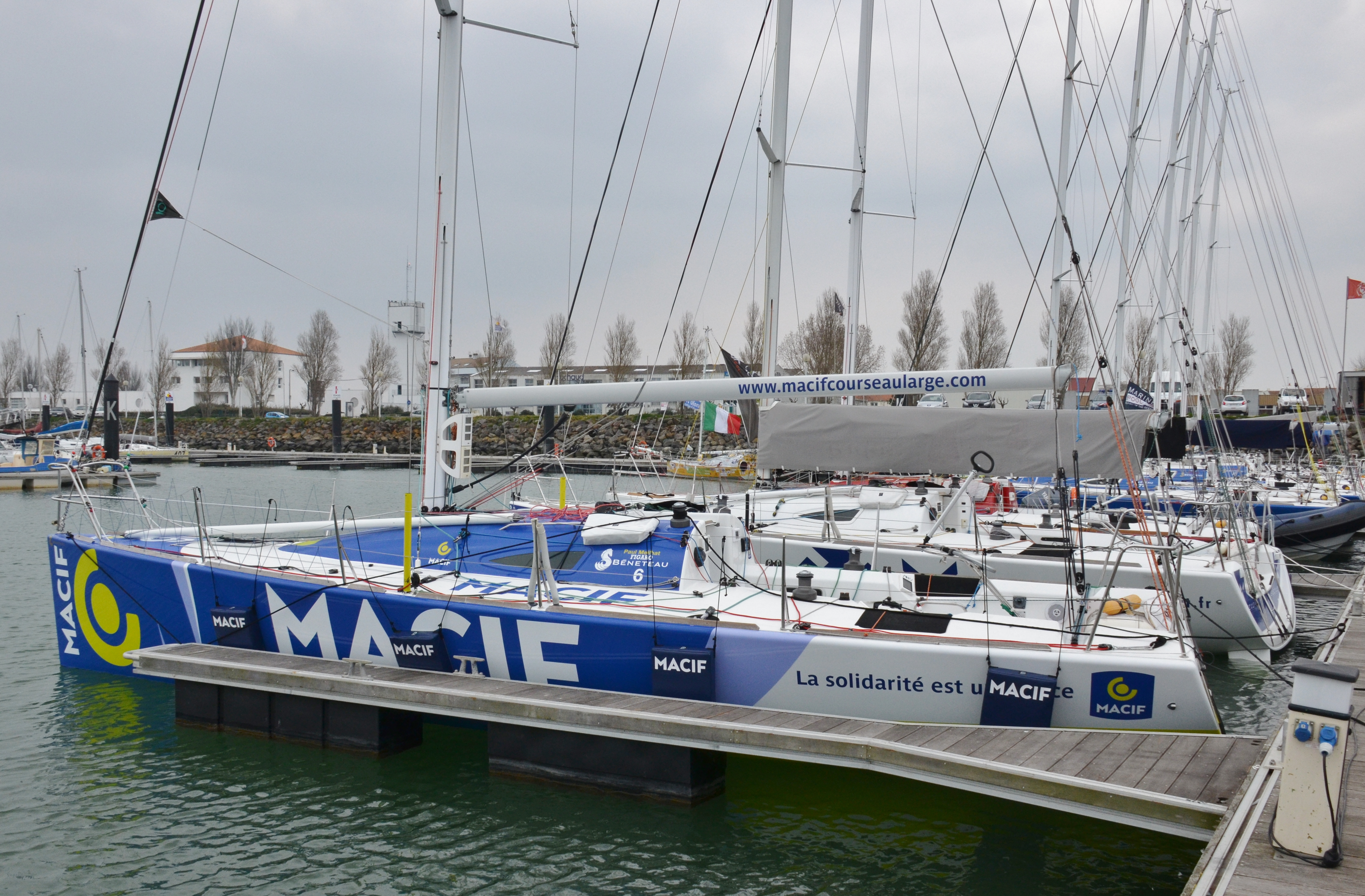
Le Figaro Macif de Paul Meilhat aux Sables-d'Olonne, en 2013.

En 2008, il aborde la course au large de compétition, avec la Cap Istanbul, course du circuit Figaro. L'année suivante, il participe à sa première Solitaire du Figaro où il termine 19e et deuxième bizuth.
Fin 2010, il est sélectionné par Macif pour porter ses couleurs en Figaro pour les saisons 2011 et 2012. Il termine sixième de la Solitaire en 2011, neuvième en 2012. Après une saison 2013 en demi-teinte (30e du Figaro mais deuxième du Spi Ouest-France et de la Solo Basse-Normandie), il remporte en avril 2014 la Transat AG2R en double avec Gwénolé Gahinet.
C'est alors qu'il noue un lien de partenariat avec le groupe d'assurances SMA. Il court à nouveau la Solo Basse-Normandie, puis obtient la cinquième place de la Solitaire du Figaro. Il termine l'année à la quatrième place du championnat de France de course au large. 

### 2015-2018. À la barre de l'ImocaSMA

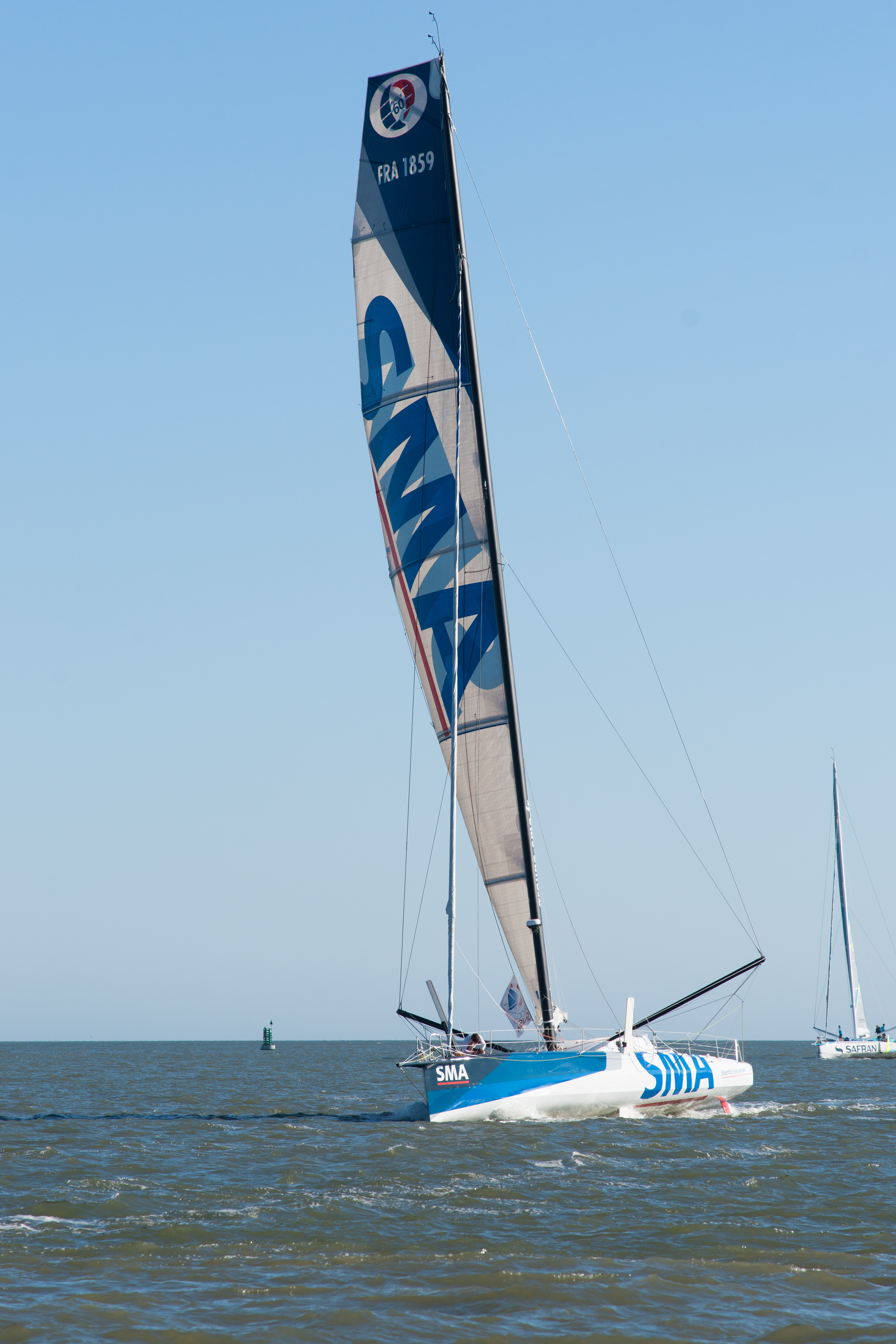
L'Imoca SMA avant le départ du Record SNSM 2015.

Toujours avec SMA, il s'engage sur le circuit Imoca avec pour objectif le Vendée Globe 2016-2017. Son SMA est l'ancien Macif de François Gabart, précédent vainqueur du tour du monde. Meilhat bénéficie du soutien sportif et technique de Michel Desjoyeaux et de son écurie Mer Agitée, propriétaire du bateau.
Le 23 juin 2015, pour sa première course en Imoca, Meilhat remporte avec Desjoyaux, à bord de SMA, le Record SNSM en 37 heures, 4 minutes et 23 secondes. En octobre, Meilhat et Desjoyeaux courent ensemble la Transat Jacques-Vabre. Le sixième jour, l'arrachement du bord de fuite de leur voile de quille les contraint à l'abandon.
En 2016, dans la Transat New York-Vendée-Les Sables-d'Olonne, toujours à bord de SMA, Meilhat termine 4e sur 14 en 10 jours, 12 heures, 19 minutes et 27 secondes.

Vendée Globe 2016-2017
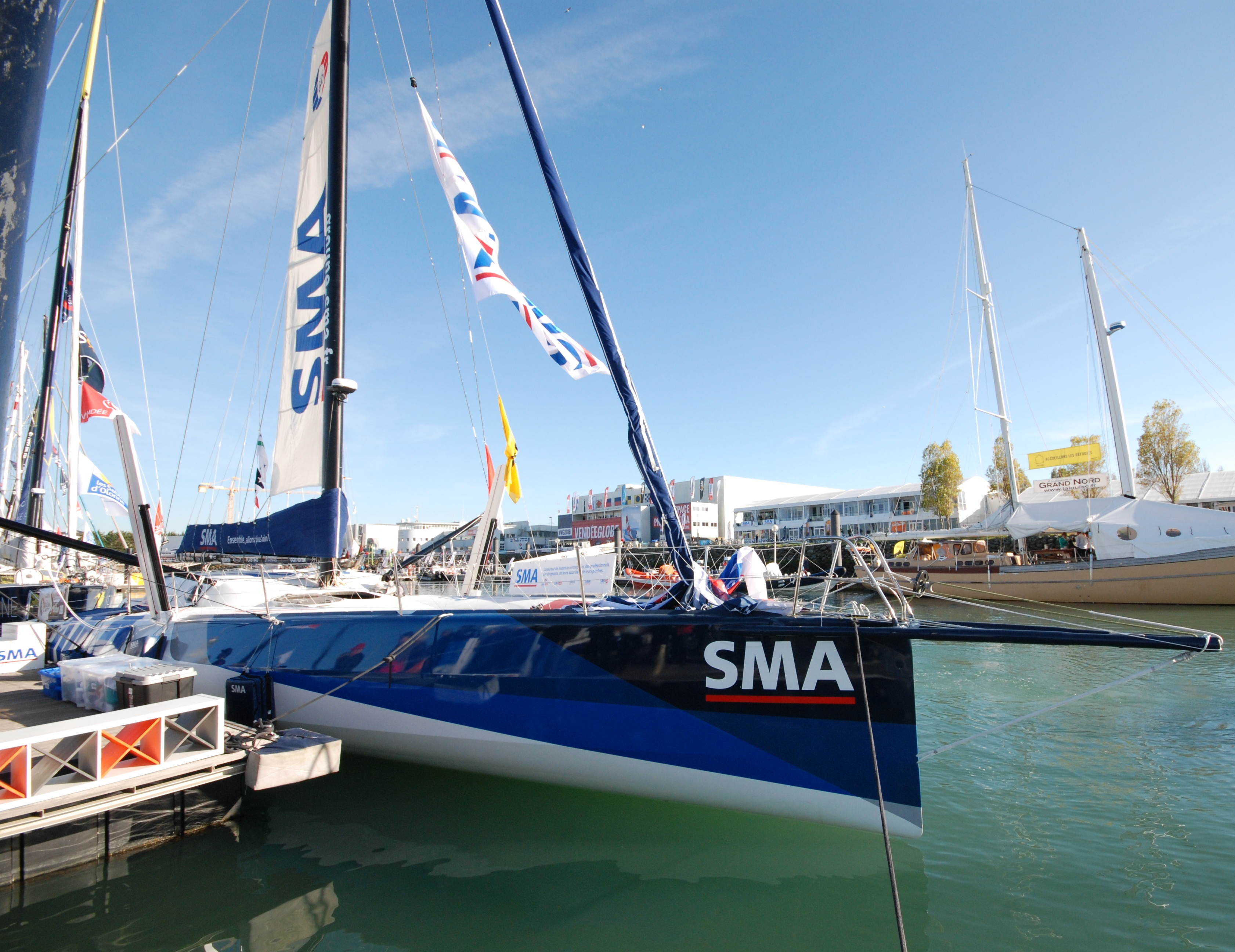
SMA au ponton
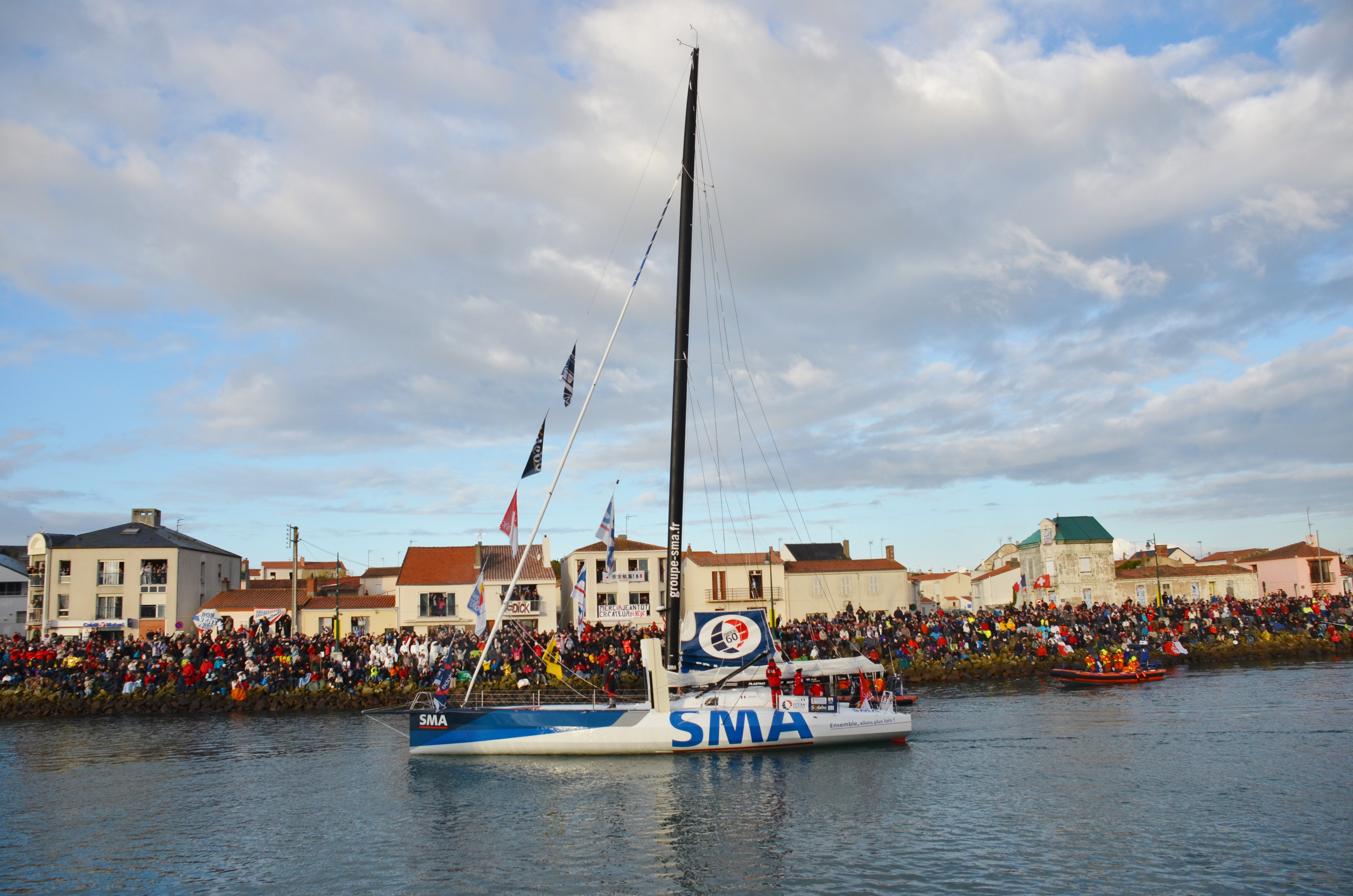
Descente du chenal
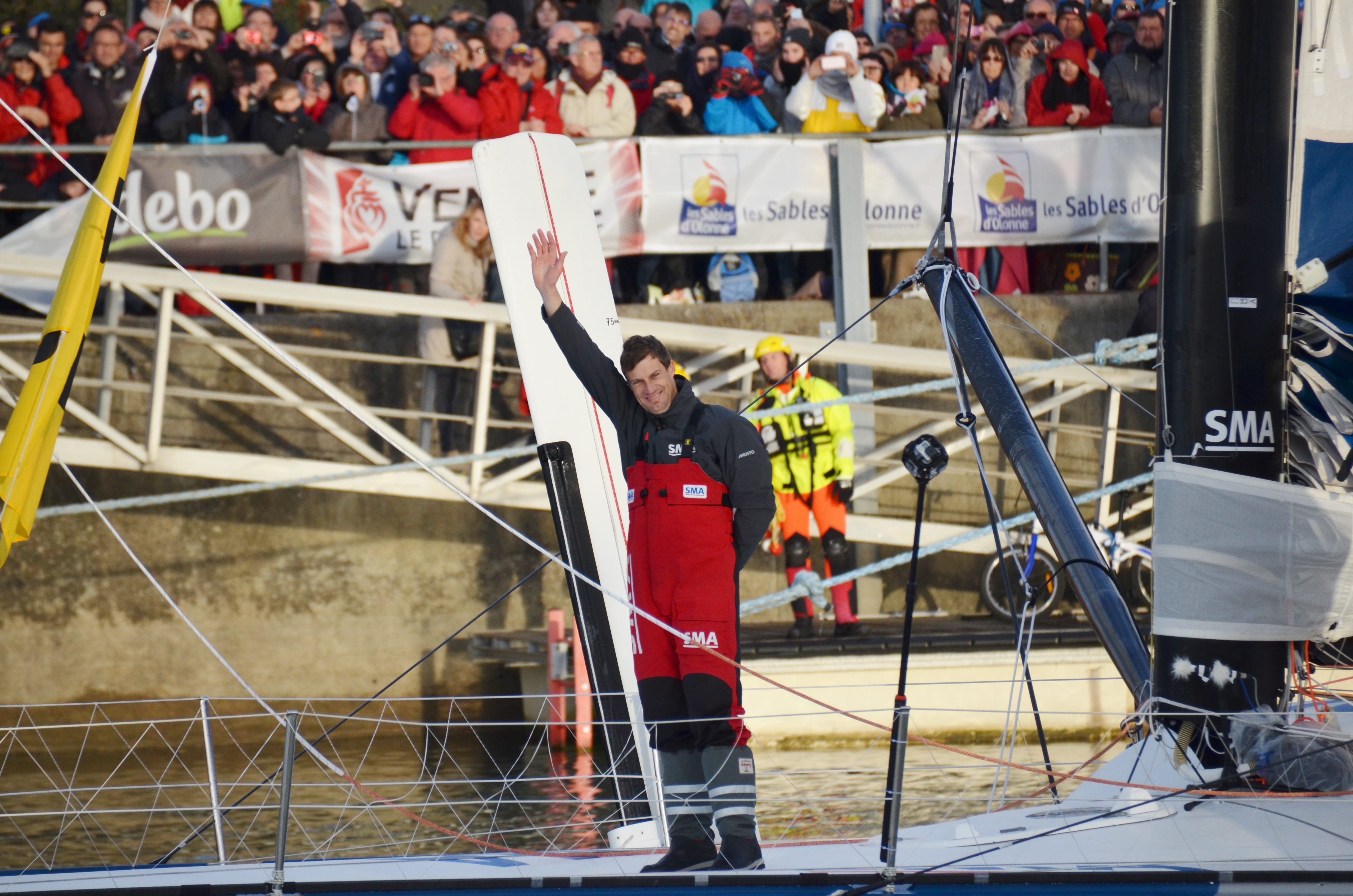
Paul Meilhat

Le 6 novembre 2016, il prend le départ du Vendée Globe. C'est dans cette édition que les premiers Imoca à foils font leur apparition. SMA quant à lui est toujours équipé de dérives droites. Le 20 décembre, en plein océan Pacifique, alors qu'il navigue en 3e position derrière les foilers d'Armel Le Cléac'h et Alex Thomson, il est victime d'une avarie : le vérin de quille est fissuré sur 40 centimètres. Quatre jours plus tard, Meilhat annonce son abandon,.
En mai 2017, à bord de SMA, Paul Meilhat et Gwénolé Gahinet remportent l'Armen Race dans la catégorie Imoca. En août, ils remportent la Fastnet Race dans la catégorie Imoca. En septembre, ils remportent les 24 Heures du Défi Azimut. En novembre, toujours sans foils, ils terminent 2es des Imoca dans la  Transat Jacques-Vabre.
Malgré ces bons résultats, Meilhat apprend le 13 décembre 2017 que son partenaire SMA réoriente sa stratégie, et arrêtera le sponsoring voile à la fin de l'année 2018. Ce qui met fin au projet de construction d'un bateau en vue du Vendée Globe 2020.
En mai 2018, Meilhat remporte la Bermudes 1000 Race. En juin, avec Gahinet, il remporte les Monaco Globe Series. Le 16 novembre, il remporte sa première grande course océanique, la Route du Rhum : sur son SMA de 2011 à dérives droites, il devance les foilers de Yann Eliès et de Vincent Riou,. Mais, à deux ans du Vendée Globe, il se retrouve sans sponsor.

### 2019-2021. Recherche d'un sponsor
En 2019, il court en double avec Samantha Davies à bord d'un foiler, le troisième Initiatives-Cœur. Le bateau termine 5e Imoca de la Fastnet Race et 7e Imoca de la Transat Jacques-Vabre. En 2020, Meilhat ne court ni la Vendée-Arctique ni le Vendée Globe.
En juin 2021, il trouve enfin un nouveau partenaire, le laboratoire de cosmétiques Biotherm, avec qui il signe jusqu'en 2025. Biotherm n'est pas un inconnu dans le monde de la voile, puisqu'il fut le sponsor de Florence Arthaud dans les années 1980. En août, en double avec Charlie Dalin à bord d'Apivia, Meilhat remporte la Fastnet Race dans le classement Imoca.
En octobre, peu avant le départ de la Transat Jacques-Vabre, Meilhat obtient le feu vert de Biotherm pour lancer la construction d'un bateau pour le Vendée Globe 2024-2025. En novembre, Apivia, mené par Dalin et Meilhat, termine 2e Imoca de la Transat Jacques-Vabre.

### 2022. À la barre deBiotherm

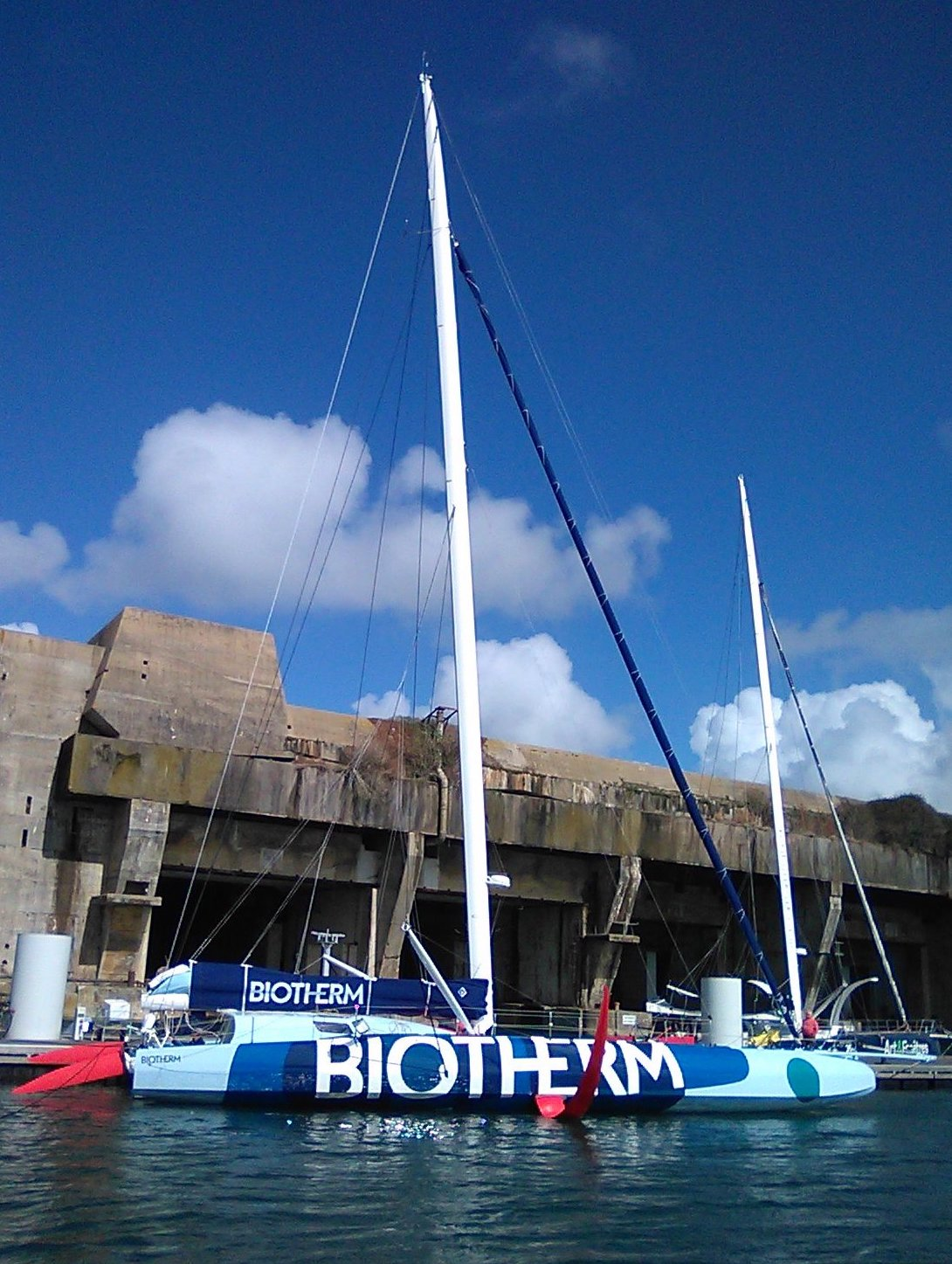
Biotherm à Lorient en septembre 2022.

La construction du nouvel Imoca de Meilhat débute en décembre 2021, chez Persico Marine, à Nembro, en Italie. Les moules du Linked Out de Thomas Ruyant sont utilisés. C'est donc un plan Verdier. L'étrave (spatulée) et les foils (de dernière génération) sont cependant différents de ceux de Linked Out. Le 31 août 2022, Biotherm est mis à l'eau à Lorient, avant de rejoindre son port d'attache, Port-la-Forêt.

## Palmarès
- 2011 : 4e de la Solo Concarneau sur Skipper Macif 2011
- 2012 : 4e de la Transat AG2R avec Fabien Delahaye sur Skipper Macif
- 2013 : vainqueur de la Solo Concarneau sur Skipper Macif 2011[29]
- 2014 : vainqueur de la Transat AG2R avec Gwénolé Gahinet sur Safran Guy Cotten[30]

- 2015 :
  - vainqueur du Record SNSM, en double avec Michel Desjoyeaux, à bord de l'Imoca SMA, en 37 heures, 4 minutes et 23 secondes[7]
  - vainqueur de l’Armen Race avec Michel Desjoyeaux
  - vainqueur du Tour de Belle-Île en équipage

- 2016 :
  - 4e de la Transat New York-Vendée[9]
  - 4e de The Transat Bakerly

- 2017 :
  - vainqueur en Imoca de l’Armen Race avec Gwénolé Gahinet, à bord de SMA[13]
  - vainqueur en Imoca de la Rolex Fastnet Race, en double avec Gwénolé Gahinet, à bord de SMA[14]
  - vainqueur des 24 Heures du Défi Azimut avec Gwénolé Gahinet, à bord de SMA[15]
  - 2e en Imoca de la Transat Jacques-Vabre, en double avec Gwénolé Gahinet, à bord de SMA[16]

- 2018 :
  - vainqueur de la Bermudes 1000 Race Douarnenez-Cascais, à la barre de SMA[18]
  - vainqueur des Monaco Globe Series, en double avec Gwénolé Gahinet, à bord de SMA[19]
  - vainqueur en Imoca de la Route du Rhum-Destination Guadeloupe, à la barre de SMA, en 12 jours, 11 heures, 23 minutes et 18 secondes ; 6e au classement général[31]

- 2019 : 
  - 5e en Imoca de la Rolex Fastnet Race à bord d'Initiatives-Cœur, en double avec Samantha Davies[21]
  - 7e en Imoca de la Transat Jacques Vabre à bord d'Initiatives-Cœur, en double avec Samantha Davies[22]

- 2021 : 
  - vainqueur en Imoca de la Rolex Fastnet Race à bord d'Apivia, en double avec Charlie Dalin[25]
  - 2e en Imoca de la Transat Jacques Vabre, à bord d'Apivia, en double avec Charlie Dalin[26]
  - champion du monde de la classe IMOCA avec Charlie Dalin

- 2022 : 
  - 6e Imoca Route du Rhum